# Baiser

Baiser fue una banda de J-Rock perteneciente al movimiento Visual kei, fue creada en 1991 por el vocalista y líder Yukari. La alineación fue la siguiente: Hiderou y Akane como guitarristas, Haiji en el bajo, y Gaz (ex-Malice Mizer) fue el baterista colaborador hasta que Akihiro lo reemplazó en 1993.
Cuando el baterista Akihiro abandonó el grupo, en 1995 fue remplazado por Toshimi y junto a este baterista lanzaron el álbum "Ash".
Si comparáis las canciones que compusieron antes del año 1997 con las posteriores, podréis notar que sonaban un poco más oscuras.
Algunas de estas canciones aparecieron en ómnibus, como "Sacred Seed", "Turn over eagle vision" y "Turn over crow vision".
En 1996 decidieron separarse debido a diferencias musicales. Pero esto fue momentáneo porque Yukari empezó a buscar nuevos integrantes para volver a formar Baiser. El grupo volvió al escenario en septiembre de 1997 por los siguientes integrantes: Shaisuke (ex-Penicillin) como bajista, Katsura (ex-Shazna) como baterista y dos exintegrantes de IRIS, los guitarristas Mizuki y Rei.
A partir de ahí, el grupo cogería fama y lanzaron mucho material de estilo muy propio del Visual kei.
En mayo de 1999 firmaron con la discográfica Enamell para convertirse en major. Fue entonces cuando grabaron su sencillo debut Prism (opening de Jester el Aventurero (ゴクドーくん漫遊記, Gokudō-kun Man'yūki)).
Sin embargo, después de un largo silencio, anunciaron que iban a separarse el 5 de enero de 2001, diez años después de que el grupo comenzara. En general, Baiser creó canciones de rock de sonido feliz, con simples y alegres melodías.
Después de eso Mizuki y Yukari junto con Shion (ex-JE*REVIENS) y Yoshiki formaron Endorphine, pero se separaron muy pronto. Por otro lado, Rei (que cambió su nombre a Sin, siendo vocalista), Shaisuke y Katsura con Hiderou (1.er guitarrista de Baiser) formaron Swallowtail. Katsura formó el grupo Vinnet, se separaron y fue a parar como baterista en Cannival method. Actualmente es baterista de ∀NTI FEMINISM.
El 16 de julio de 2001 Shaisuke murió en un accidente de tráfico.
Rei dejó la música, pero Yukari, a menudo ayudado por Mizuki, produce bandas, tales como Rentrer en Soi.

## Discografía

### ALBUM & MINI-ALBUM
- 1999-11-10 - Hana (CD - álbum)
- 1998-10-09 - La luna (CD - miniálbum)
- 1998-08-26 - Terre (CD - álbum)
- 1998-04-25 - Kaleidoscope (CD - miniálbum)
- 1998-03-01 - En fleur (CD - miniálbum)
- 1995-02-00 - Ash (CD - álbum)
- 1994-06-12 - Seppun Kuchizuke (CD - álbum)

### SINGLE & MAXI-SINGLE
- 2000-05-03 - Pegasus (CD - maxisencillo)
- 1999-10-01 - Doku (CD - maxisencillo)
- 1999-08-11 - Angel (CD - maxisencillo)
- 1999-05-21 - Prism (CD - maxisencillo)
- 1999-04-?? - Paradise Lost ~the case of Adam~ (CD - maxisencillo)
- 1998-11-26 - Psychoballet (CDS - single)
- 1998-09-?? - Kuchizuke LAWSON -special edit (CD - maxisencillo)
- 1998-07-23 - Kuchizuke (CD - maxisencillo)
- 1997-03-25 - Fleurs de fleur (CDS - single)
- 1995-08-?? - Vice Style (CD + VHS - maxisencillo)

### VHS
- 1999-12-08 - Sai (VHS - pvs)
- 1998-10-21 - Utopia (VHS - box)
- 1998-04-25 - Kaleidoscope picture (VHS - pvs)
- 1998-03-01 - En fleur single video (VHS - pvs)

### BOOK
- 1998-09-15 - Heaven (book - art-book)

### BOX & MISC.
- 1998-10-21 - Utopia (VHS - box)
- 1998-03-01 - En fleur (CD - box)

### DEMO TAPE
- 1994-03-00 - Fleur de fleurs (tape - demo tape)
- 1993-02-00 - Daraku (tape - demo tape)